# Balcon

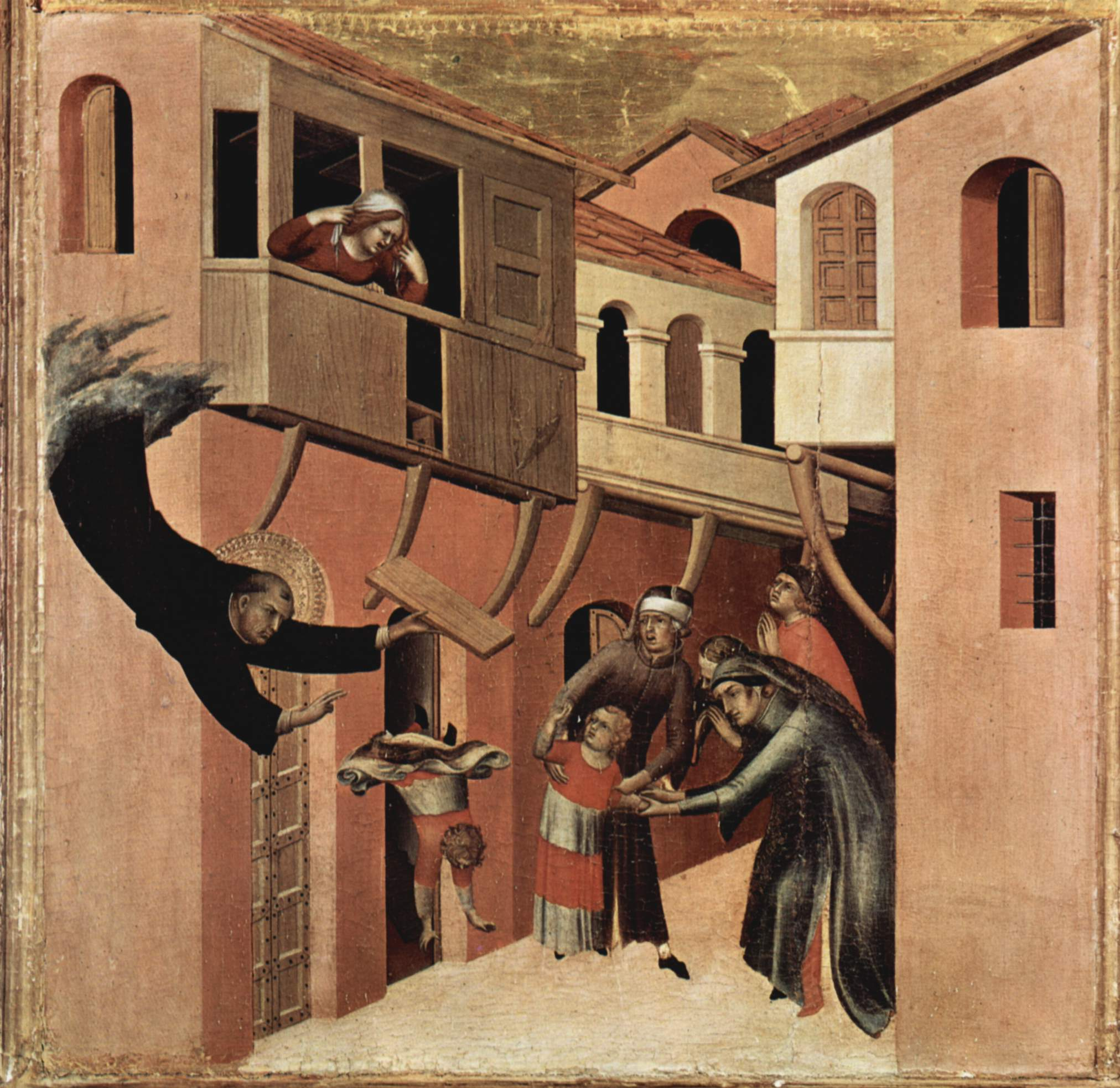
Balcoane tip loggia din orașul Sienna - Triptic dedicat sfântului Augustinus Novellus, tempera pe lemn, Simone Martini, circa 1328.

Un balcon (termen provenit din italiană, balcone = schelă) este o parte a unei clădiri, structuri sau edificiu, de cele mai multe ori o extensie a acesteia, care poate fi simultan un element arhitectural și unul ornamental, care constă dintr-o platformă pe care se poate sta sau deplasa. 
Datorită faptului că balcoanele sunt întotdeuna situate la o anumită înălțime față de nivelul de bază al clădirii, orice balcon este prevăzut cu o balustradă de protecție. Platforma balconului este parțial înconjurată de zidurile clădiri, fiind susținută de acestea, precum și de alte elemente structurale, așa cum sunt arcadele sau contraforții.
Balcoanele pot fi exterioare, interioare sau o combinație parțială a ambelor, comparate cu dimensiunile și volumul clădirii în absența existenței acestora.

## Utilizări faimoase a balcoanelor
Balcoanele au fost utilizate extensiv în numeroase spectacole de teatru, operetă și operă, precum și în film și televiziune. Una dintre cele mai faimoase referiri, cunoscută ca "scena balconului", a fost folosită de William Shakespeare în tragedia Romeo și Julieta.

## Galerie de imagini

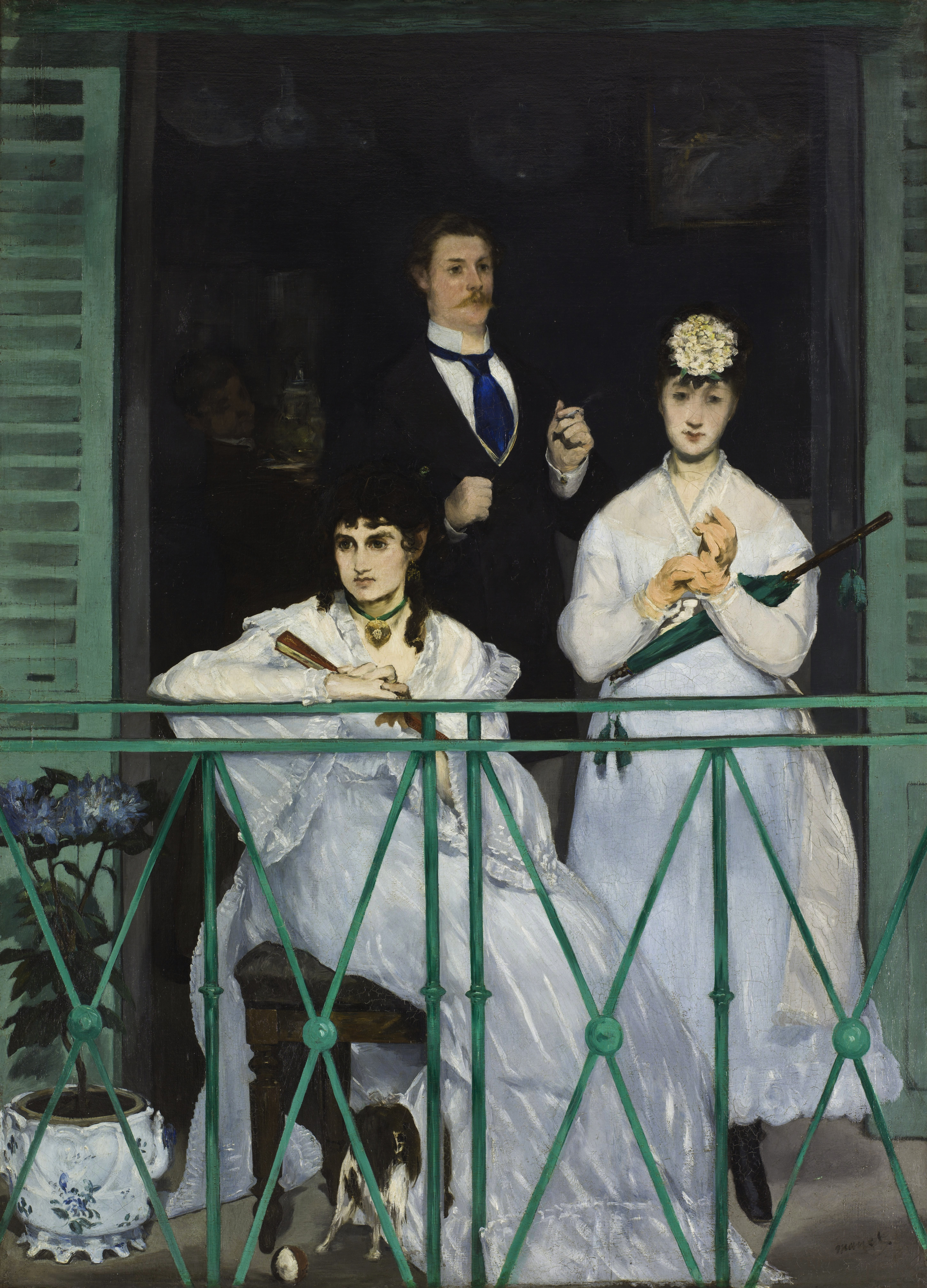
Edouard Manet - Le balcon
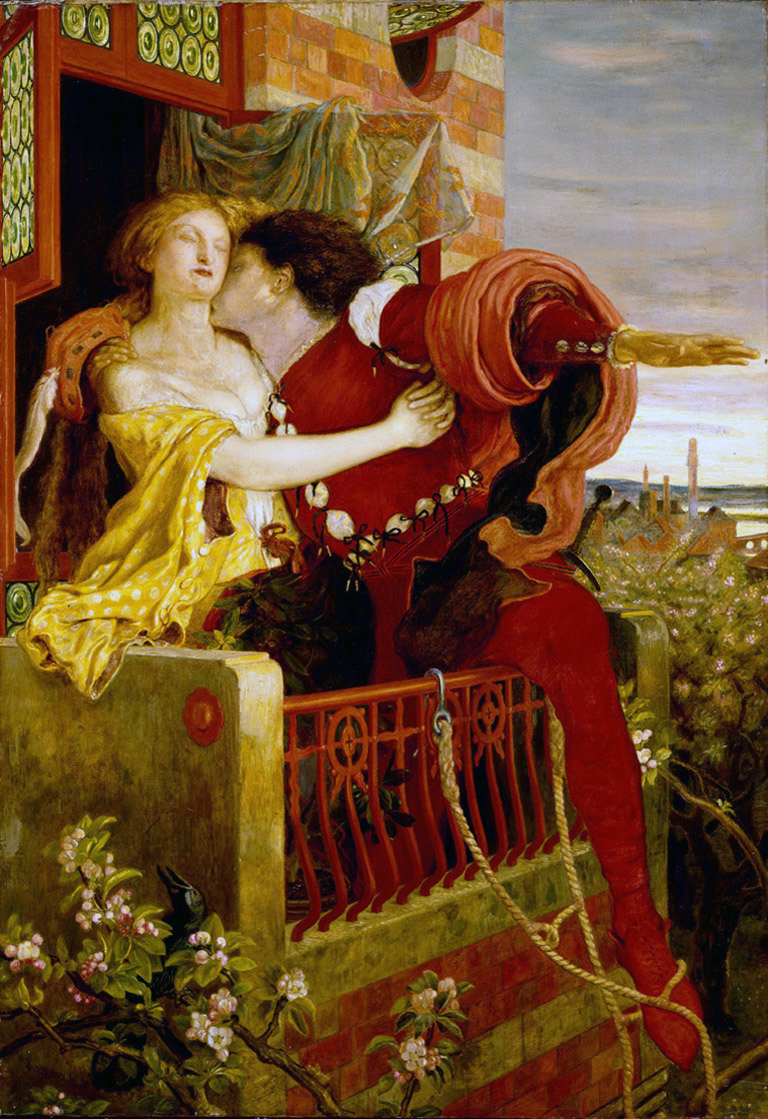
Ford Madox Brown, scena balconului din Romeo şi Julieta
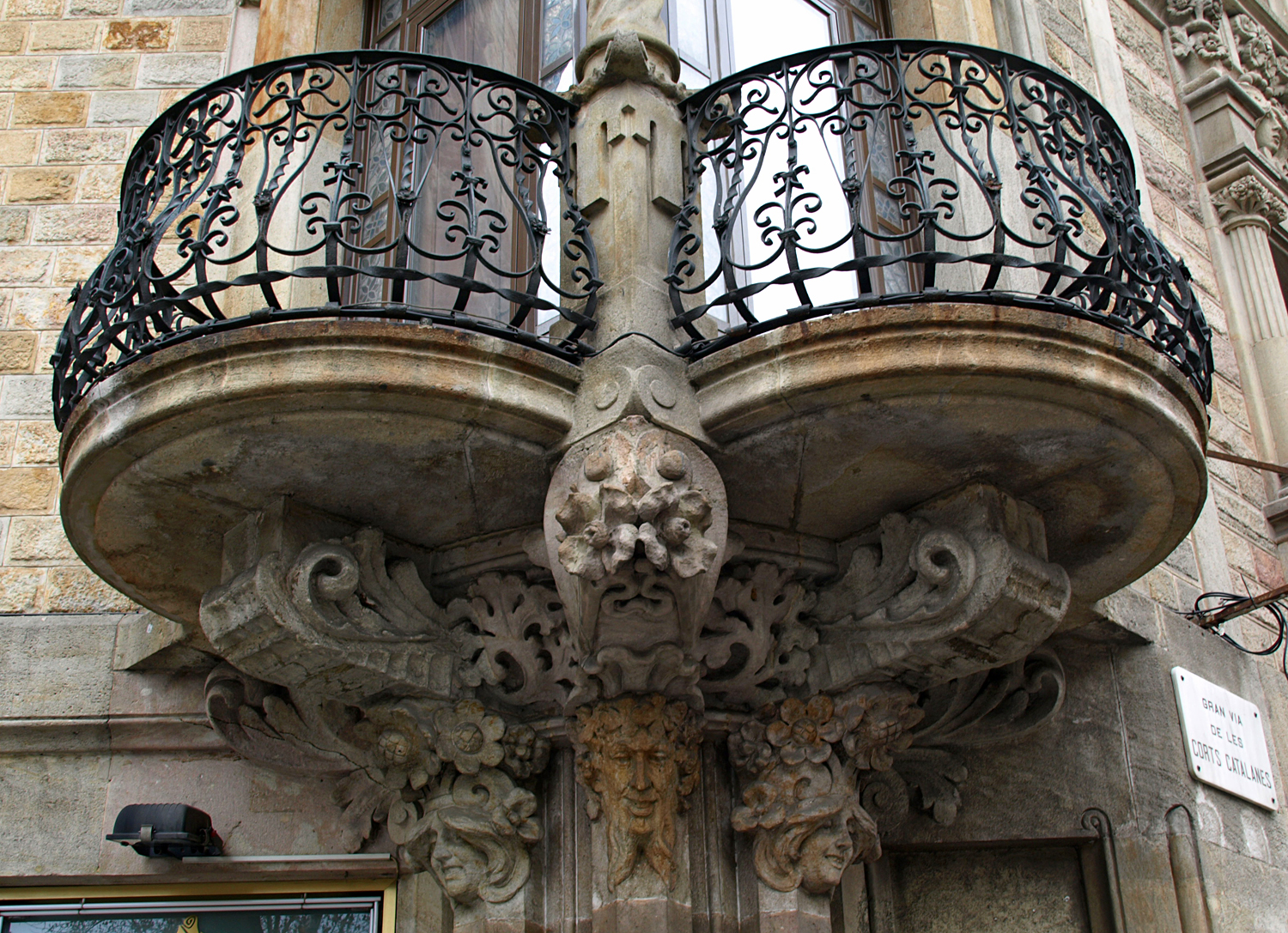
Balcon catalan din fier forjat
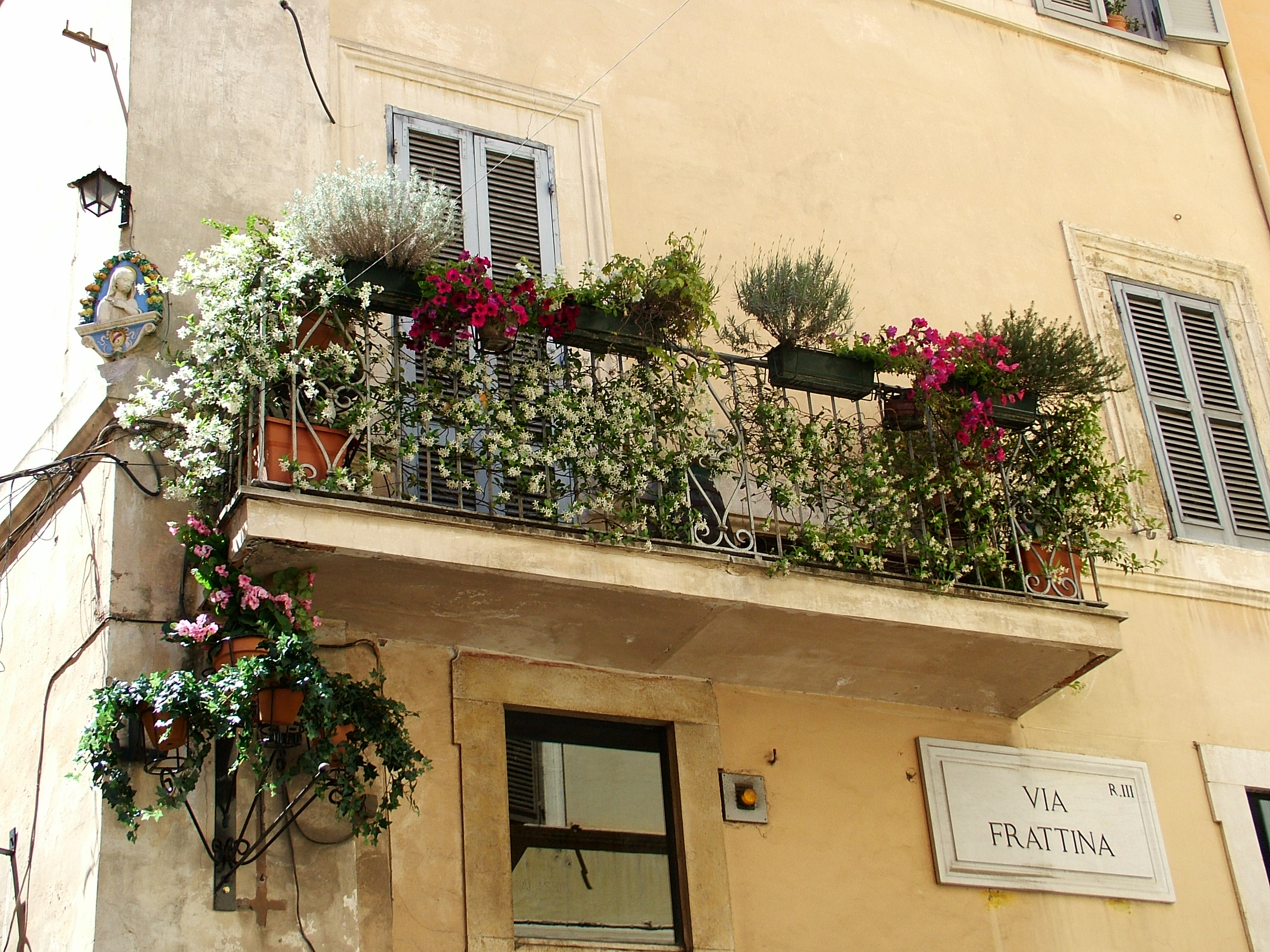
Balcon din Roma
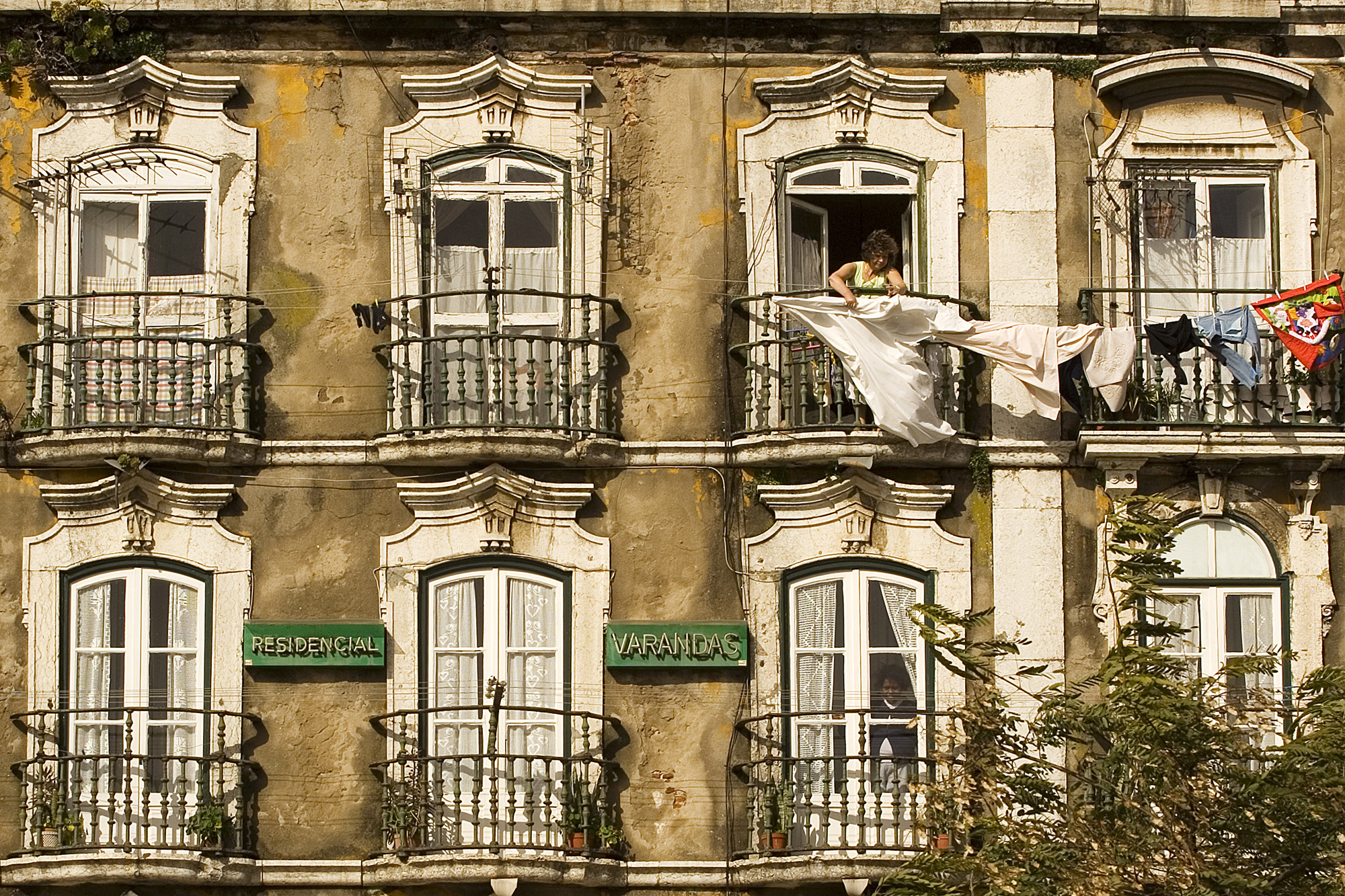
Balcoane din fier forjat din Lisabona.